# Maligrad

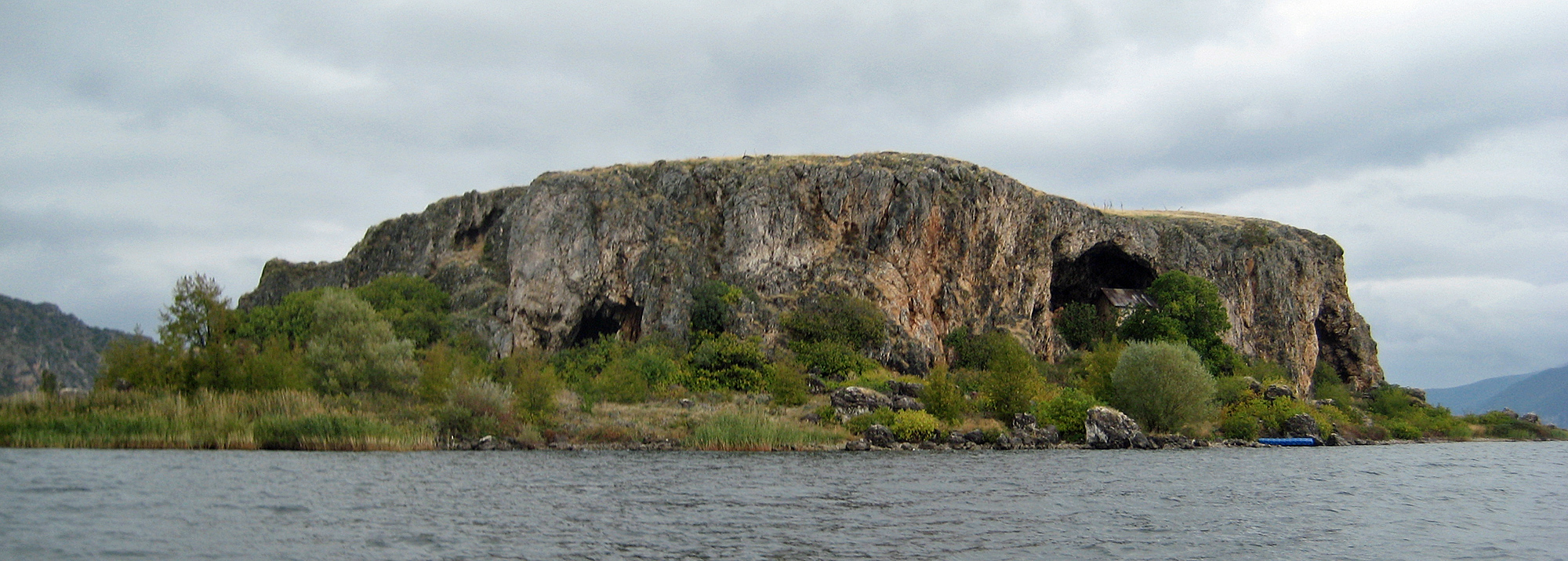
Vue de l'île

Maligrad (en albanais : Maligrad, ou Qytet i Vogël, « petite ville » ; en macédonien : Мал Град, Mal Grad) est une île située sur la partie albanaise du lac Prespa. D'une superifice de 5 hectares, elle est connue pour sa falaise circulaire et ses grottes abritant une faune sauvage.
Une des grottes de l'île renferme l'église Sainte-Marie, construite par Kesar Novak (Qesar Novaku), un noble serbe, en 1369.